# Tized
A tized valaminek az egytizede, amelyet hozzájárulásként fizetnek egy vallási (egyházi) intézménynek vagy kötelező adóként egy világi uralkodónak (király, földesúr stb.).
Napjainkban vallási tizedet bizonyos keresztény felekezetekben fizetnek, máshol önkéntesek, és készpénzben, csekkel vagy online adományozáson keresztül fizetik ki, míg a történelemben a tizedet gyakran természeti értékben, például mezőgazdasági terményekben kellett megfizetni. 
A középkori keresztény meghatározás szerint a jövedelem tizedrészének Isten munkájára való „felajánlását” jelenti, vagyis az egyház munkájának anyagi támogatását. A szónak világi szinonimája még a dézsma, amely a latin decima, (tized) szóból alakult ki.

## A Bibliában

### A héber Bibliában
Az Ószövetség Mózes I. könyvének 14 fejezetében tesz említést a tizedről. Itt Ábrahám tizedet adott Melkisédeknek a Magasságos Isten papjának a Sodoma ellenségeinek legyőzése után. A második említés Jákobbal kapcsolatos, aki a testvére Ézsaú elől menekült. Miután látta az égig érő lajtorját, megfogadta Istennek, hogyha visszahozza Háránból a szülőföldjére, tizedet fog adni mindenből.
Mózes III. könyvének 27. fejezete már bővebb leírást ad a tizedről. A 30. vers szerint:
A földnek minden tizede, a föld vetéséből, a fa gyümölcséből az Úré; szentség az az Úrnak.
De nemcsak a növényekből, hanem az állatokból is adtak tizedet, a 32 vers szerint:
És minden tizede a baromnak és juhnak, mindabból, a mi a vessző alatt átmegy, a tizedik az Úrnak legyen szentelve.
A tizednek alapvetően három formája létezett:
1. A papok és a lévitáknak adott tized.[5] Az izraeliták a szent sátorba vitték a tizedet a lévitáknak, és a léviták adtak a tizedből tizedet ami a papok, vagyis Áron leszármazottainak része volt.[6]
2. A második tized, amelyet maguk ettek meg a szent sátornál, majd később a templomnál. Mivel az Istennek szentelt állatokat a templomban lehetett megenni, ezért ezeket az állatokat csak ott ették meg. Ezt a tizedet, amelyet saját maguk használtak fel esztendőnként vitték fel a templomhoz. Ezt a tizedfajtát azonban nem szabad összetéveszteni a lévitáknak adott tizeddel[7]
3. A harmadik tizedet, amelyet három évenként a szegényeknek adtak.[8][9]

Addig míg a Mózes könyveiben mindenki felvitte a sátorhoz a tizedet, a Nehémiás könyvében maguk a léviták szedték össze a tizedet és a papok a tized tizedrészét kapták.
Izrael történelme során több alkalommal merült feledésbe a tizedfizetés, de a vallásos reformok idején mindig helyreállították. Megemlíthetjük Ezékiás királyt
Malakiás (3,10) szerint a tizedet Isten tárházába kellett hozni. Isten tehát kéri őket, hogy próbálják meg őt és adjanak tizedet és meg fogják látni, hogy gazdagon árasztja majd áldását. Ez nem azt jelenti, hogy kötelességből kell tizedet adni és az egyház nem erőszakolhatja rá a tizedfizetést, hanem jókedvből kell adni. Az Újszövetség szerint a "jókedvű" adakozást szereti Isten (2 Korinthus 8-9)
A vallásos tized mellett még megemlíthetjük az állami tizedet. Sámuel volt az aki figyelmeztette a népet, hogy ha királyt fognak választani, akkor az dézsmát vagyis tizedet fog kiróni rájuk.

### Az Újtestamentumban
Jézus az Újszövetségben kétszer beszél a tizedről, mindkétszer farizeusokhoz köti, és mindkétszer elítéli a képmutatást. Ezen leírás szerint Jézus azt mondta, hogy a termés megdézsmálását, vagy megtizedelését is kellene tenni, de együtt az irgalmassággal. A tized gépies fizetése, ugyanis éppen az irgalmasság felelősségét homályosítja el az emberekben, mert azt a látszatot kelti, hogy a fizető megtette vallásos kötelességét. Ezért a tized önkéntes felajánlása az Úrnak kell, hogy párosuljon irgalmas cselekedetekkel. A farizeusok azt hitték, hogyha a tizedet lefizették, többé semmi kötelezettségük nincsen a szegényekkel szemben.
A második a vámszedő példázata. Ahol a farizeus tizeddel való dicsekedő magatartását ítéli Krisztus helytelennek, ellentétben a vámszedő alázatos magatartásával.
Jézus a tizeddel való kapcsolata akkor is megnyilvánult, amikor a farizeusok megkérdezték őt a királyi adóval kapcsolatosan. Jézus azt válaszolta, hogy meg kell adni a császárnak, ami a császáré és ami az Istené azt Istennek, de azt szem előtt kell tartani, hogy Jézus életében még az ószövetséget betöltötte, és az újszövetség Krisztus halála és feltámadása után kezdődött. Jézus önmaga sohasem szedett tizedet, ahogy tanítványai sem, és sohasem tanította Jézus arra a tanítványait, hogy adjanak neki tizedet, vagy ők tizedet szedjenek. Tizedet kizárólag a zsidó lévitai papság szedett.
Krisztus kereszthalála utáni időszakban az adakozás hatalmas méreteit látjuk, de ennek semmi köze a tizedszedéshez, mivel ezt a szegények és a szükségben lévők részére történő adakozások voltak, és teljesen szabad akaratból. Azonban ismert Ananiás és Szafira esete, akik - mivel az Istennek szentelt föld árából elvettek - mindketten meghaltak, ennek hátterében az áll, hogy hazudtak a Szent Szellemnek, és Isten Szellemét megkísértették, amikor azt állították, hogy a földjük teljes árát beadták a korábbi ígéreteik szerint, és amikor Péter apostol számon kérte őket akkor is hazudtak, pedig szabad akaratukban volt, hogy mennyit adnak. A lévitai származású József aki Barnabás nevet kapta a szükségben lévők javára adta el ciprusi földjeit. Az újszövetség szerint csak a Jeruzsálemi gyülekezetben van megemlítve, hogy mindenük közös volt, amely összefüggésben a Szent Szellemmel való második betöltekezéssel. A pogány területen lévő gyülekezetetekben nem volt tulajdon közösség, hanem szükségben lévők, és más gyülekezetek szegényeinek részére történő adakozások voltak, illetve a támogató anya gyülekezetek viszont támogatása. Pál azt is előírta, hogy akik az evangéliumot prédikálják, azok abból éljenek, amit a testvérek adnak, de ez nem azt jelenti, hogy az övék az emberek adakozása, hanem azt, hogy szét kell osztaniuk, minden szükségben lévő között, amelyből ők is részesülnek. Pál apostol példát mutatott azzal, hogy saját kétkezi munkájából (sátorkészítésből) élt meg.
Az újszövetségi egyházban nincs bizonyíték a tizedfizetésre, mivel sem Jézus, sem az apostolok nem szedtek tizedet.

## A kereszténységben
A föld hozamának a szentélyt megillető része, a papok és léviták jövedelmeként. E kultikus célú beszolgáltatás azon a gondolaton alapult, hogy a földön minden az Istené, ezért megilleti az első termés (zsengeáldozat) és mindennek a legjava.

### A történelem során
A tizedet - bár többször megpróbálták - egészen 777 előttig nem sikerült elfogadtatni az egyházban, mert nem volt semmilyen újszövetségi egyházi alapja. Volt azonban néhány író, aki kifogásolta a korabeli hívők hűtlenségét a tizedet illetően. Így Ciprianusz, Jeromos, Ambrus, valamint Aranyszájú Szent János felhívta a keresztények figyelmét, hogy a tized adása keresztényi kötelesség. Mindig is voltak olyanok a történelemben, akik az ószövetségi lévitai törvényeket próbáltak integrálni az újszövetségi egyházba, de ennek semmilyen újszövetségi alapja nincs, ahogy a kötelező egyházadónak sincs.
A II. tours-i zsinat még csak ajánlja a tized fizetését, de a II. maconi zsinat már kötelezi a tized fizetését.
Aquinói Szent Tamás isteni jogot látott a tizedben. Luther Márton nem ellenezte, hanem isteni intézménynek nevezte. A reformáció után az egyháztól a tizedet lassan átvette az állam, mint például Németországban, ahol azután a 19. században teljesen eltörölték.
A legtöbb, reformációt követő egyházban mára már elmarad a tizedfizetés. A francia forradalommal egy időben a római katolikus egyházban is megszűnt a tizedfizetés. Neoprotestáns felekezetekben viszont ma is gyakorolt a tizedfizetés (az amerikai terminológiában: tithing), ezen a néven, változatos gyakorlati megoldásokkal. A tizedfizető vallások közül megemlíthetjük a Déli Baptista Szövetséget, a Szabad Metodistákat, a Hetednapot Ünneplő Adventistákat, a Baptista Generál Konferenciát, néhány pünkösdista csoportot és a mormonokat.

## A magyarok történelmében
A tizedet Magyarországon Szent István vezette be, Koppány legyőzetése után. Miután az egyházmegyéket megszervezte, elrendelte a tizedfizetést országa területén és azt, hogy minden tizedik faluban egy kőtemplom legyen építve.
A tized főként a megyés püspököket illette meg. Szent István a II. törvénykönyvében a következőt mondta: „Akinek az Isten évente tízet adott, tizedet adjon Istennek.” Ugyanitt kifejezte, hogyha valaki a püspöknek elkülönített tizedet meglopja, tolvajnak legyen ítélve.
A kezdeti szakaszban a tizedet a termésből vették, ez azonban sok nehézséggel járt. Elsősorban gondoskodni kellett arról, hogy megfelelő módon osszák szét a tíz részt, másodsorban nehéz volt a szállítása, harmadsorban gondot jelentett raktározása és pénzzé váltása, mindezt pedig az egyházkerület hivatalnokainak kellett végezniük. Nem csoda tehát, hogy amikor a földesurak elvállalták a tized begyűjtését, örömmel fogadták. Mivel a tized a királyi kincstárba jutott, királyi tizednek is nevezték. Ezt a tizedet a földesúr haszonbérbe vehette a 15. századtól, 1495-ben törvénybe is iktatták. Csak kivételes esetekben vehették haszonbérbe a jobbágyok. A földesurak általában egy helyet is kiválasztottak, amit dézsmahelynek neveztek, de használatban volt a dézsmakert, dézsmaszék és dézsmaszűrű kifejezés is. Sok faluban meg tudják mutatni ma is a dézsmahelyet. Egyes helyeken dézsmaházat, dézsmapincét is építettek. A tizedet a decimátor szedte be, aki felbecsülte a tized értékét, és elkülönítette a tizedből a földesúrnak járó részt.
A reformáció kezdeti szakaszában nem jelentkezett nagy változás, mivel a földesurak továbbra is beszedték a tizedet. Erdélyben a püspöki tizedet lefoglalta a fejedelem és a földesuraknak engedte át szerény bér fejében.
1848-ban a papi rend lemondott a tized jogáról, és örökre megszüntette az egyházi tizedadást, ami 1853-tól vált valóra. Ha pedig valaki - haszonbérlő vagy más - kárt szenvedett, az államkasszából térítették meg.

## Egyéb irodalom
- Magyar katolikus lexikon I–XVII. Főszerk. Diós István; szerk. Viczián János. Budapest: Szent István Társulat. 1993–2014.  ISBN 963-361-626-3  tized